# Айяла, Поли
Поли Айя́ла (англ. Paulie Ayala; 22 апреля 1970, Форт-Уэрт, Техас, США) — американский боксёр-профессионал, выступавший в легчайшей, 2-й легчайшей, полулёгкой и 2-й полулёгкой весовых категориях. Чемпион мира в легчайшей (версия WBA, 1999—2001) весовой категории.

## 1992—1999
Дебютировал в ноябре 1992 года.
В августе 1998 Айяла проиграл в Японии техническим решением в 6-м раунде чемпиону мира в легчайшем весе по версии WBC японцу Дзёитиро Тацуёси.

## 26 июня1999Поли Айяла —Джонни Тапиа
- Место проведения:  Мандалей Бэй Ресорт энд Касино, Лас-Вегас, Невада, США
- Результат: Победа Айялы едионгласным решением в 12-раундовом бою
- Статус: Чемпионский бой за титул WBA в легчайшем весе (1-я защита Тапии)
- Рефери: Джо Кортес
- Счёт судей: Фернандо Висо (116-113), Дуэйн Форд (116-113), Ги Джутрас (115-114) — все в пользу Айялы
- Вес: Айяла 53,50 кг; Тапиа 53,50 кг
- Трансляция: Showtime SET

В июне 1999 года Поли Айяла вышел на ринг против непобеждённого чемпиона мира в легчайшем весе по версии WBA Джонни Тапии. Бой получился зрелищным — оба боксёра постоянно шли вперёд, вступая в размен. По итогам 12-ти раундов судьи близким решением объявили победителем Поли Айялу. Поединок получил статус "бой года" по версии журнала "Ринг".

## 1999—2004
В октябре 1999 года Айяла победил по очкам Саохина Сритая Кондо.
В марте 2000 он победил решением большинства Джонни Бредаля.
В октябре 2000 года состоялся 2-й бой между Поли Айялом и Джонни Тапией. Айяла вновь победил единогласным решением судей.
В марте 2001 года он победил по очкам Уго Дансо.
В ноябре 2002 года Айяла в бою за вакантный титул чемпиона мира в полулёгком весе по версии WBC проиграл по очкам Эрику Моралесу.
В июне 2004 года он проиграл нокаутом Марко Антонио Баррере. После этого Тони Айяла ушёл из бокса.